# Lehenbuch (Schopfloch)
Lehenbuch ist ein Gemeindeteil des Marktes Schopfloch im Landkreis Ansbach (Mittelfranken, Bayern). Lehenbuch liegt in der Gemarkung Lehengütingen.

## Geographie
Der Weiler ist unmittelbar von Acker- und Grünland umgeben. Etwas weiter nördlich liegt das Muckenschlagholz, 0,5 km östlich der Frickinger Wald, 1 km östlich das Pfarrhölzchen. Die Kreisstraße AN 42 führt die Bundesstraße 25 überbrückend nach Schopfloch (1,4 km nordwestlich) bzw. nach Flinsberg (2,6 km östlich).

## Geschichte
Die Fraisch war strittig zwischen dem oettingen-spielbergischen Oberamt Dürrwangen, dem ansbachischen Oberamt Feuchtwangen und der Reichsstadt Dinkelsbühl. 1732 gab es 4 Anwesen mit 5 Mannschaften (2 Höfe, 1 Hof mit doppelter Mannschaft, 1 Gut) und 1 Gemeindehirtenhaus. Die Dorf- und Gemeindeherrschaft hatte das Kastenamt Feuchtwangen. Grundherr über alle Anwesen war die Reichsstadt Dinkelsbühl. Gegen Ende des 18. Jahrhunderts gab es fünf Anwesen, die allesamt dinkelsbühlisch waren (katholische Kirchenpflege: 2 halbe Hofgüter; Spital: 1 Hofgut, 2 halbe Güter), und ein Gemeindehirtenhaus. Von 1797 bis 1808 unterstand der Ort dem Justiz- und Kammeramt Feuchtwangen.
Infolge des Gemeindeedikts wurde Lehenbuch 1809 dem Steuerdistrikt Schopfloch und der Ruralgemeinde Lehengütingen zugewiesen. Am 1. Juli 1970 wurde Lehengütingen im Zuge der Gebietsreform in Bayern nach Schopfloch eingegliedert.

## Einwohnerentwicklung
| Jahr      | 001818 | 001840 | 001861 | 001871 | 001885 | 001900 | 001925 | 001950 | 001961 | 001970 | 001987 |
| Einwohner | 57     | 55     | 59     | 57     | 69     | 49     | 48     | 55     | 42     | 35     | 41     |
| Häuser    | 9      | 10     |        |        | 10     | 10     | 10     | 8      | 9      |        | 8      |
| Quelle    | [ 12 ] | [ 13 ] | [ 14 ] | [ 15 ] | [ 16 ] | [ 17 ] | [ 18 ] | [ 19 ] | [ 20 ] | [ 21 ] | [ 1 ]  |

## Religion
Der Ort ist seit der Reformation evangelisch-lutherisch geprägt und bis heute nach St. Wendelin (Lehengütingen) gepfarrt. Die Katholiken sind nach St. Georg (Dinkelsbühl) gepfarrt.